# Zolote, Krasnohvardiiske
Zolote (în ucraineană Золоте) este un sat în comuna Naidonivka din raionul Krasnohvardiiske, Republica Autonomă Crimeea, Ucraina.

## Demografie
Componența lingvistică a localității Zolote
     Rusă (70,45%)
     Tătară crimeeană (25%)
     Ucraineană (2,27%)
     Bulgară (2,27%)
Conform recensământului din 2001, majoritatea populației localității Zolote era vorbitoare de rusă (70,45%), existând în minoritate și vorbitori de tătară crimeeană (25%), ucraineană (2,27%) și bulgară (2,27%).